# Ribeirão do Largo
Ribeirão do Largo è un comune del Brasile nello Stato di Bahia, parte della mesoregione del Centro-Sul Baiano e della microregione di Itapetinga.